# Marele Premiu al Italiei
Marele Premiu al Italiei (Gran Premio d'Italia) este unul dintre cele mai vechi evenimente automobilistice. Prima cursă de automobilism desfășurată în Italia a avut loc pe 4 septembrie 1921, la Brescia. Ulterior, cursa a fost asociată cu circuitul de la Monza, care a fost construit în 1922 și care a devenit locul de desfășurare al majorității curselor de acest tip din Italia.

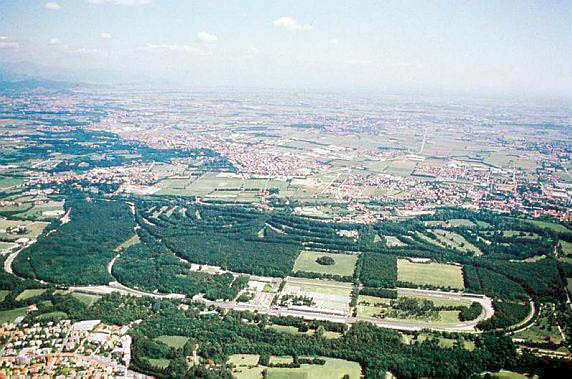
Circuitul Monza, vedere aeriană

În 1923, la cursa din Italia, s-a înregistrat una dintre puținele apariții europene ale lui Harry Arminius Miller cu celebra sa mașină cu un singur loc "American Miller 122". Aceasta a fost condusă de Louis Zborowski, cunoscut pentru cele 3 mașini pe care le-a construit, denumite Chitty Chitty Bang Bang. Între 1935 și 1938, Marele Premiu al Italiei a făcut parte din calendarul Campionatului European.
Marele Premiu al Italiei a fost una dintre cele 7 curse selectate a constitui primul Campionat Mondial de Formula 1, organizat în 1950. De atunci, împreună cu Marele Premiu al Marii Britanii este singura competiție ce s-a desfășurat fără întrerupere până în prezent.
După victoria din Marele Premiu al Italiei din 2006, Michael Schumacher și-a anunțat retragerea din Formula 1 la sfârșitul acelui sezon. El a fost înlocuit la Ferrari de Kimi Räikkönen.

## Sponsori
Coca-Cola Gran Premio d'Italia 1988-1991

Pioneer Gran Premio d'Italia 1992-1996

Gran Premio Campari d'Italia 1997-2001

Gran Premio Vodafone d'Italia 2002-2006

Gran Premio Santander d'Italia 2007-2012

Gran Premio Heineken d'Italia 2016-prezent

## Edițiile Marelui Premiu al Italiei (Formula 1)
Toate edițiile s-au desfășurat pe Circuitul Monza, în afară de ediția din 1980, care a avut loc pe Autodromo Dino Ferrari.
| An   | Pole position         | Cel mai rapid tur                    | Pilotul câștigător    | Constructorul câștigător   | Raport |
| ---- | --------------------- | ------------------------------------ | --------------------- | -------------------------- | ------ |
| 2023 | Carlos Sainz Jr.      | Oscar Piastri                        | Max Verstappen        | Red Bull Racing-Honda RBPT | Raport |
| 2022 | Charles Leclerc       | Sergio Pérez                         | Max Verstappen        | Red Bull Racing-RBPT       | Raport |
| 2021 | Max Verstappen        | Daniel Ricciardo                     | Daniel Ricciardo      | McLaren-Mercedes           | Raport |
| 2020 | Lewis Hamilton        | Lewis Hamilton                       | Pierre Gasly          | AlphaTauri-Honda           | Raport |
| 2019 | Charles Leclerc       | Lewis Hamilton                       | Charles Leclerc       | Ferrari                    | Raport |
| 2018 | Kimi Räikkönen        | Lewis Hamilton                       | Lewis Hamilton        | Mercedes                   | Raport |
| 2017 | Lewis Hamilton        | Daniel Ricciardo                     | Lewis Hamilton        | Mercedes                   | Raport |
| 2016 | Lewis Hamilton        | Fernando Alonso                      | Nico Rosberg          | Mercedes                   | Raport |
| 2015 | Lewis Hamilton        | Lewis Hamilton                       | Lewis Hamilton        | Mercedes                   | Raport |
| 2014 | Lewis Hamilton        | Lewis Hamilton                       | Lewis Hamilton        | Mercedes                   | Raport |
| 2013 | Sebastian Vettel      | Lewis Hamilton                       | Sebastian Vettel      | Red Bull Racing-Renault    | Raport |
| 2012 | Lewis Hamilton        | Nico Rosberg                         | Lewis Hamilton        | McLaren-Mercedes           | Raport |
| 2011 | Sebastian Vettel      | Lewis Hamilton                       | Sebastian Vettel      | RBR-Renault                | Raport |
| 2010 | Fernando Alonso       | Fernando Alonso                      | Fernando Alonso       | Ferrari                    | Raport |
| 2009 | Lewis Hamilton        | Adrian Sutil                         | Rubens Barrichello    | Brawn-Mercedes             | Raport |
| 2008 | Sebastian Vettel      | Kimi Räikkönen                       | Sebastian Vettel      | STR-Ferrari                | Raport |
| 2007 | Fernando Alonso       | Fernando Alonso                      | Fernando Alonso       | McLaren-Mercedes           | Raport |
| 2006 | Kimi Räikkönen        | Kimi Räikkönen                       | Michael Schumacher    | Ferrari                    | Raport |
| 2005 | Juan Pablo Montoya    | Kimi Räikkönen                       | Juan Pablo Montoya    | McLaren-Mercedes           | Raport |
| 2004 | Rubens Barrichello    | Rubens Barrichello                   | Rubens Barrichello    | Ferrari                    | Raport |
| 2003 | Michael Schumacher    | Michael Schumacher                   | Michael Schumacher    | Ferrari                    | Raport |
| 2002 | Juan Pablo Montoya    | Rubens Barrichello                   | Rubens Barrichello    | Ferrari                    | Raport |
| 2001 | Juan Pablo Montoya    | Ralf Schumacher                      | Juan Pablo Montoya    | Williams-BMW               | Raport |
| 2000 | Michael Schumacher    | Mika Häkkinen                        | Michael Schumacher    | Ferrari                    | Raport |
| 1999 | Mika Häkkinen         | Ralf Schumacher                      | Heinz-Harald Frentzen | Jordan-Mugen-Honda         | Raport |
| 1998 | Michael Schumacher    | Mika Häkkinen                        | Michael Schumacher    | Ferrari                    | Raport |
| 1997 | Jean Alesi            | Mika Häkkinen                        | David Coulthard       | McLaren-Mercedes           | Raport |
| 1996 | Damon Hill            | Michael Schumacher                   | Michael Schumacher    | Ferrari                    | Raport |
| 1995 | David Coulthard       | Gerhard Berger                       | Johnny Herbert        | Benetton-Renault           | Raport |
| 1994 | Jean Alesi            | Damon Hill                           | Damon Hill            | Williams-Renault           | Raport |
| 1993 | Alain Prost           | Damon Hill                           | Damon Hill            | Williams-Renault           | Raport |
| 1992 | Nigel Mansell         | Nigel Mansell                        | Ayrton Senna          | McLaren-Honda              | Raport |
| 1991 | Ayrton Senna          | Ayrton Senna                         | Nigel Mansell         | Williams-Renault           | Raport |
| 1990 | Ayrton Senna          | Ayrton Senna                         | Ayrton Senna          | McLaren-Honda              | Raport |
| 1989 | Ayrton Senna          | Alain Prost                          | Alain Prost           | McLaren-Honda              | Raport |
| 1988 | Ayrton Senna          | Michele Alboreto                     | Gerhard Berger        | Ferrari                    | Raport |
| 1987 | Nelson Piquet         | Ayrton Senna                         | Nelson Piquet         | Williams-Honda             | Raport |
| 1986 | Teo Fabi              | Teo Fabi                             | Nelson Piquet         | Williams-Honda             | Raport |
| 1985 | Ayrton Senna          | Nigel Mansell                        | Alain Prost           | McLaren-TAG                | Raport |
| 1984 | Nelson Piquet         | Niki Lauda                           | Niki Lauda            | McLaren-TAG                | Raport |
| 1983 | Riccardo Patrese      | Nelson Piquet                        | Nelson Piquet         | Brabham-BMW                | Raport |
| 1982 | Mario Andretti        | René Arnoux                          | René Arnoux           | Renault                    | Raport |
| 1981 | René Arnoux           | Carlos Reutemann                     | Alain Prost           | Renault                    | Raport |
| 1980 | René Arnoux           | Alan Jones                           | Nelson Piquet         | Brabham-Ford               | Raport |
| 1979 | Jean-Pierre Jabouille | Clay Regazzoni                       | Jody Scheckter        | Ferrari                    | Raport |
| 1978 | Mario Andretti        | Mario Andretti                       | Niki Lauda            | Brabham-Alfa Romeo         | Raport |
| 1977 | James Hunt            | Mario Andretti                       | Mario Andretti        | Lotus-Ford                 | Raport |
| 1976 | Jacques Laffite       | Ronnie Peterson                      | Ronnie Peterson       | March-Ford                 | Raport |
| 1975 | Niki Lauda            | Clay Regazzoni                       | Clay Regazzoni        | Ferrari                    | Raport |
| 1974 | Niki Lauda            | Carlos Pace                          | Ronnie Peterson       | Lotus-Ford                 | Raport |
| 1973 | Ronnie Peterson       | Jackie Stewart                       | Ronnie Peterson       | Lotus-Ford                 | Raport |
| 1972 | Jacky Ickx            | Jacky Ickx                           | Emerson Fittipaldi    | Lotus-Ford                 | Raport |
| 1971 | Chris Amon            | Henri Pescarolo                      | Peter Gethin          | BRM                        | Raport |
| 1970 | Jacky Ickx            | Clay Regazzoni                       | Clay Regazzoni        | Ferrari                    | Raport |
| 1969 | Jochen Rindt          | Jean-Pierre Beltoise                 | Jackie Stewart        | Matra-Ford                 | Raport |
| 1968 | John Surtees          | Jackie Oliver                        | Denny Hulme           | McLaren-Ford               | Raport |
| 1967 | Jim Clark             | Jim Clark                            | John Surtees          | Honda                      | Raport |
| 1966 | Mike Parkes           | Ludovico Scarfiotti                  | Ludovico Scarfiotti   | Ferrari                    | Raport |
| 1965 | Jim Clark             | Jim Clark                            | Jackie Stewart        | BRM                        | Raport |
| 1964 | John Surtees          | John Surtees                         | John Surtees          | Ferrari                    | Raport |
| 1963 | John Surtees          | Jim Clark                            | Jim Clark             | Lotus-Climax               | Raport |
| 1962 | Jim Clark             | Graham Hill                          | Graham Hill           | BRM                        | Raport |
| 1961 | Wolfgang von Trips    | Giancarlo Baghetti                   | Phil Hill             | Ferrari                    | Raport |
| 1960 | Phil Hill             | Phil Hill                            | Phil Hill             | Ferrari                    | Raport |
| 1959 | Stirling Moss         | Phil Hill                            | Stirling Moss         | Cooper-Climax              | Raport |
| 1958 | Stirling Moss         | Phil Hill                            | Tony Brooks           | Vanwall                    | Raport |
| 1957 | Stuart Lewis-Evans    | Tony Brooks                          | Stirling Moss         | Vanwall                    | Raport |
| 1956 | Juan Manuel Fangio    | Stirling Moss                        | Stirling Moss         | Maserati                   | Raport |
| 1955 | Juan Manuel Fangio    | Stirling Moss                        | Juan Manuel Fangio    | Mercedes-Benz              | Raport |
| 1954 | Juan Manuel Fangio    | José Froilán González                | Juan Manuel Fangio    | Mercedes-Benz              | Raport |
| 1953 | Alberto Ascari        | Juan Manuel Fangio                   | Juan Manuel Fangio    | Maserati                   | Raport |
| 1952 | Alberto Ascari        | Alberto Ascari José Froilán González | Alberto Ascari        | Ferrari                    | Raport |
| 1951 | Juan Manuel Fangio    | Giuseppe Farina                      | Alberto Ascari        | Ferrari                    | Raport |
| 1950 | Juan Manuel Fangio    | Juan Manuel Fangio                   | Giuseppe Farina       | Alfa Romeo                 | Raport |
| An   | Pole position         | Cel mai rapid tur                    | Pilotul câștigător    | Constructorul câștigător   | Raport |

### Statistici
Opt piloți au obținut cel puțin câte un hat-trick (pole position, cel mai rapid tur și victorie într-o cursă): Alberto Ascari în 1952, Phil Hill în 1960, John Surtees în 1964, Ayrton Senna în 1990, Michael Schumacher în 2003, Rubens Barrichello în 2004, Fernando Alonso în 2007 și 2010 și Lewis Hamilton în 2014 și 2015.
Piloții și echipele îngroșate concurează în sezonul actual de Formula 1.

#### Multipli câștigători
| Victorii | Pilot              | Ani                          |
| -------- | ------------------ | ---------------------------- |
| 5        | Michael Schumacher | 1996, 1998, 2000, 2003, 2006 |
| 5        | Lewis Hamilton     | 2012, 2014, 2015, 2017, 2018 |
| 4        | Nelson Piquet      | 1980, 1983, 1986, 1987       |
| 3        | Sebastian Vettel   | 2008, 2011, 2013             |
| 3        | Juan Manuel Fangio | 1953, 1954, 1955             |
| 3        | Stirling Moss      | 1956, 1957, 1959             |
| 3        | Ronnie Peterson    | 1973, 1974, 1976             |
| 3        | Alain Prost        | 1981, 1985, 1989             |
| 3        | Rubens Barrichello | 2002, 2004, 2009             |
| 2        | Alberto Ascari     | 1951, 1952                   |
| 2        | Phil Hill          | 1960, 1961                   |
| 2        | John Surtees       | 1964, 1967                   |
| 2        | Jackie Stewart     | 1965, 1969                   |
| 2        | Clay Regazzoni     | 1970, 1975                   |
| 2        | Niki Lauda         | 1978, 1984                   |
| 2        | Ayrton Senna       | 1990, 1992                   |
| 2        | Damon Hill         | 1993, 1994                   |
| 2        | Juan Pablo Montoya | 2001, 2005                   |
| 2        | Fernando Alonso    | 2007, 2010                   |
| 2        | Max Verstappen     | 2022, 2023                   |
| Surse:   |                    |                              |

| Victorii | Constructor     | Ani |
| -------- | --------------- | --- |
| 19       | Ferrari         | 1951, 1952, 1960, 1961, 1964, 1966, 1970, 1975, 1979, 1988, 1996, 1998, 2000, 2002, 2003, 2004, 2006, 2010, 2019 |
| 11       | McLaren         | 1968, 1984, 1985, 1989, 1990, 1992, 1997, 2005, 2007, 2012, 2021                                                 |
| 7        | Mercedes        | 1954, 1955, 2014, 2015, 2016, 2017, 2018                                                                         |
| 6        | Williams        | 1986, 1987, 1991, 1993, 1994, 2001                                                                               |
| 5        | Lotus           | 1963, 1972, 1973, 1974, 1977                                                                                     |
| 4        | Red Bull Racing | 2011, 2013, 2022, 2023                                                                                           |
| 3        | BRM             | 1962, 1965, 1971                                                                                                 |
| 3        | Brabham         | 1978, 1980, 1983                                                                                                 |
| 2        | Maserati        | 1953, 1956 |
| 2        | Vanwall         | 1957, 1958 |
| 2        | Renault         | 1981, 1982 |
| Surse:   |                 | |

#### Multipli deținători depole position
| Pole-uri | Pilot              | Ani                                      |
| -------- | ------------------ | ---------------------------------------- |
| 7        | Lewis Hamilton     | 2009, 2012, 2014, 2015, 2016, 2017, 2020 |
| 5        | Juan Manuel Fangio | 1950, 1951, 1954, 1955, 1956             |
| 5        | Ayrton Senna       | 1985, 1988, 1989, 1990, 1991             |
| 3        | Jim Clark          | 1962, 1965, 1967                         |
| 3        | John Surtees       | 1963, 1964, 1968                         |
| 3        | Michael Schumacher | 1998, 2000, 2003                         |
| 3        | Juan Pablo Montoya | 2001, 2002, 2005                         |
| 3        | Sebastian Vettel   | 2008, 2011, 2013                         |
| 2        | Alberto Ascari     | 1952, 1953                               |
| 2        | Stirling Moss      | 1958, 1959                               |
| 2        | Jacky Ickx         | 1970, 1972                               |
| 2        | Niki Lauda         | 1974, 1975                               |
| 2        | René Arnoux        | 1980, 1981                               |
| 2        | Mario Andretti     | 1978, 1982                               |
| 2        | Nelson Piquet      | 1984, 1987                               |
| 2        | Jean Alesi         | 1994, 1997                               |
| 2        | Fernando Alonso    | 2007, 2010                               |
| 2        | Kimi Räikkönen     | 2006, 2018                               |
| 2        | Charles Leclerc    | 2019, 2022                               |

#### Multipli deținători de cel mai rapid tur
| CMRT | Pilot                 | Ani                                      |
| ---- | --------------------- | ---------------------------------------- |
| 7    | Lewis Hamilton        | 2011, 2013, 2014, 2015, 2018, 2019, 2020 |
| 3    | Phil Hill             | 1958, 1959, 1960                         |
| 3    | Jim Clark             | 1963, 1965, 1967                         |
| 3    | Clay Regazzoni        | 1970, 1975, 1979                         |
| 3    | Ayrton Senna          | 1987, 1990, 1991                         |
| 3    | Mika Häkkinen         | 1997, 1998, 2000                         |
| 3    | Kimi Räikkönen        | 2005, 2006, 2008                         |
| 3    | Fernando Alonso       | 2007, 2010, 2016                         |
| 2    | Juan Manuel Fangio    | 1950, 1953                               |
| 2    | José Froilán González | 1952, 1954                               |
| 2    | Stirling Moss         | 1955, 1956                               |
| 2    | Mario Andretti        | 1977, 1978                               |
| 2    | Nigel Mansell         | 1985, 1992                               |
| 2    | Damon Hill            | 1993, 1994                               |
| 2    | Ralf Schumacher       | 1999, 2001                               |
| 2    | Michael Schumacher    | 1996, 2003                               |
| 2    | Rubens Barrichello    | 2002, 2004                               |
| 2    | Daniel Ricciardo      | 2017, 2021                               |

## Câștigătorii Marelui Premiu al Italiei (Non-Formula 1)
Câștigătorii edițiilor care nu au făcut parte din Campionatul Mondial de Formula 1.
| An          | Pilot                           | Constructor   | Locație        |
| ----------- | ------------------------------- | ------------- | -------------- |
| 1949        | Alberto Ascari                  | Ferrari       | Monza          |
| 1948        | Jean-Pierre Wimille             | Alfa Romeo    | Valentino Park |
| 1947        | Carlo Felice Trossi             | Alfa Romeo    | Milano         |
| 1946 - 1939 | Nu s-a desfășurat               |               |                |
| 1938        | Tazio Nuvolari                  | Auto Union    | Monza          |
| 1937        | Rudolf Caracciola               | Mercedes-Benz | Livorno        |
| 1936        | Bernd Rosemeyer                 | Auto Union    | Monza          |
| 1935        | Hans Stuck                      | Auto Union    | Monza          |
| 1934        | Luigi Fagioli Rudolf Caracciola | Mercedes-Benz | Monza          |
| 1933        | Luigi Fagioli                   | Alfa Romeo    | Monza          |
| 1932        | Tazio Nuvolari                  | Alfa Romeo    | Monza          |
| 1931        | Giuseppe Campari Tazio Nuvolari | Alfa Romeo    | Monza          |
| 1930        | Nu s-a desfășurat               |               |                |
| 1929        |                                 |               |                |
| 1928        | Louis Chiron                    | Bugatti       | Monza          |
| 1927        | Robert Benoist                  | Delage        | Monza          |
| 1926        | Louis Charavel                  | Bugatti       | Monza          |
| 1925        | Gastone Brilli-Peri             | Alfa Romeo    | Monza          |
| 1924        | Antonio Ascari                  | Alfa Romeo    | Monza          |
| 1923        | Carlo Salamano                  | Fiat          | Monza          |
| 1922        | Pietro Bordino                  | Fiat          | Monza          |
| 1921        | Jules Goux                      | Ballot        | Brescia        |